# Tomás Ruiz Romero
Tomás Ruiz Romero (Chinandega, 1777 - San Cristóbal de las Casas, 1819) fue un sacerdote y abogado nicaragüense, de origen indígena, considerado como prócer de la independencia de Centroamérica.

## Reseña biográfica
Inició sus estudios en el Colegio Tridentino de San Ramón en la ciudad de León (Nicaragua), culminando con honores en la Universidad de San Carlos de Guatemala, siendo el primer indígena centroamericano en graduarse con título universitario.
Igual que Miguel Larreynaga, el padre Tomás Ruiz fijó su residencia en la ciudad de Guatemala, distinguiéndose por ponerse al servicio de la causa de la independencia. Encarnó a los curas liberales de la época, que recibieron con entusiasmo los movimientos independentistas de México, encabezados por Miguel Hidalgo y Costilla y José María Morelos.

## Luchador preindependentista
Se dice que estuvo involucrado en el primer grito libertario de Independencia de Centroamérica, ocurrido en 1805, en El Viejo, el cual se inició a partir de una protesta contra la prohibición de la venta local de aguardiente de maíz (cususa).
La participación del padre Tomás Ruiz en el proceso de independencia de Centroamérica inició en diciembre de 1813, en el Convento de Belén (en la villa de Antigua Guatemala), dirigiendo la famosa conspiración conocida como la Conjura de Belén. Como consecuencia de su involucramiento en la conjura, fue capturado la noche del 1 de diciembre, exactamente un día antes que se llevara a cabo el plan revolucionario que fracasó, por la traición de Prudenciano de la Llana.
El padre Tomás Ruiz y otros conjurados fueron condenados, unos a la horca y otros a prisión, pero por gestiones de personas influyentes, estas penas no se aplicaron. Permaneció cinco años en prisión, sufriendo largos períodos de incomunicación, privaciones y desprecios.

## Muerte
Ya libre en 1819, solicitó permiso para trasladarse a la Ciudad Real de Chiapas (actualmente llamada San Cristóbal de las Casas, Estado de Chiapas, Estados Unidos Mexicanos), donde falleció como consecuencia de los vejámenes y torturas recibidas en la cárcel. Se desconoce dónde fue enterrado.
El padre Tomas Ruiz fue un prócer de la independencia de Centroamérica que ha sido casi olvidado y la historia le ha hecho poca justicia.